# 遵义薹草
遵义薹草（学名：Carex zunyiensis）为莎草科薹草属的植物，为中国的特有植物。分布在中国大陆的贵州、广东、湖南、四川、安徽等地，生长于海拔200米至1,350米的地区，多生长于山谷溪边和林下石上，目前尚未由人工引种栽培。